# جزيرة الأفاعي
جزيرة إيلا دي كيمادا جراندي (بالبرتغالية: Ilha da Queimada Grande‏) أو كما تشتهر بأنّها جزيرة الأفاعي أو جزيرة الثعابين، هي جزيرة صغيرة المساحة تقع قبالة سواحل البرازيل في المحيط الأطلسي على بعد مسافة 32 كم عن سواحل مدينة سان باولو، تتبع إداريا لولاية ساو باولو. تبلغ مساحتها 43 هكتارا (106 فدان) ومناخها معتدل. تختلف تضاريس الجزيرة اختلافًا كبيرًا بدءًا من الصخور العارية إلى الغابات المطيرة.
تعدّ هذه الجزيرة من الأماكن الفريدة والمميّزة حول العالم، فهي أهمّ وأخطر منطقة طبيعيّة عالمياً، كما أنّه يحظر زيارتها من قبل العامّة والسياح، ويسمح فقط للعلماء والخبراء المختصّين بدخولها بعد الحصول على تصريح رسميّ بذلك، وهي الموطن الطبيعي الوحيد للأفعى السامة المهددة بالانقراض بوثروبس إنسولاريس والتي تتغذى على الطيور. أصبحت الثعابين محاصرة في الجزيرة منذ آلاف السنين بعد نهاية العصر الجليدي الأخير عندما أدى ارتفاع مستويات المحيط إلى فصل الجزيرة عن البر الرئيسي. سمح الضغط التطوري اللاحق للثعابين بالتكيف مع بيئتها الجديدة مما أدى إلى زيادة أعداد الأفاعي بسرعة وجعل زيارة الجزيرة خطرة على السلامة العامة.
منعت الزيارات وأغلقت الجزيرة أمام العامة من أجل حماية الناس والثعابين، الوصول متاح فقط للبحرية البرازيلية ولبعض العلماء والباحثين المختارين من قبل (معهد شيكو مينديز للحفاظ على التنوع البيولوجي) بالإضافة إلى وحدة الحفظ الفيدرالية البرازيلية.
تخلو الجزيرة من السكان من البشر ولكنها مليئة بالثعابين والأفاعي، وتعرف هذه الزواحف بأنّها من أخطر الأنواع التي تتواجد في العالم، كما أنّها من أندر الفصائل وأكثرها سمّيّة، كما أنّ كثافة الأفاعي على الجزيرة تقدّر بأفعى أو ثعبان في كلّ متر مربع من الجزيرة، وعلى الرغم من خلو الجزيرة من البشر إلا أنّ هنالك بعضاً من الصيادين والمغامرين يذهبون لهذه الجزيرة بنيّة صيد أحد الأنواع النادرة من الثعابين أو الأفاعي لببيعها والمتاجرة بها من خلال الأسواق السوداء.

## نشأة الجزيرة
تمّ نشر دراسة قديمة ذكر فيها أنه منذ حوالي 11 ألف عام قد ارتفع مستوى سطح البحر في هذه المنطقة حتى فصلت هذه الجزيرة عن باقي المناطق في البرازيل، فبقيت الثعابين مع القليل من المصادر والموارد الغذائية على جزيرة إيلا دي كيمادا جراندي، وبقي في هذه الجزيرة العديد من فصائل الطيور التي أصبحت الغذاء للأفاعي، كما أنّ هذه الدراسة أشارت إلى أنّ سمّ الثعابين والأفاعي كان يحتاج لفترة لقتل الفريسة، ذلك بسبب وجود جثث لبعض الطيور في أماكن بعيدة وهي مسمومة، ولكن الثعابين أصبحت تطوّر من قوّة سمّها بحيث يقتل الفريسة على الفور. تحتوي هذه الجزيرة على العديد من النباتات المتنوّعة، كما أنّ فيها غابات مطيرة، جزيرة بإيلا دي كيمادا جراندي يقصد باسمها «الإزالة والحرق»، وذلك نتيجة لأن أهالي البلاد حاولوا التخلص من الأفاعي بحرق الجزيرة، ولكن جميع المحاولات باءت بالفشل وما زالت جزيرة الأفاعي للآن موجودة، كما أنّ الحكومة البرازلية قامت ببناء منارة تحذّر السفن من الاقتراب من الجزيرة.